# Одзи
Одзи (яп. 王寺町 О:дзи-тё:) — посёлок в Японии, находящийся в уезде Китакацураги префектуры Нара. Площадь посёлка составляет 7,00 км², население — 22 683 человека (1 августа 2014), плотность населения — 3240,43 чел./км².

## Географическое положение
Посёлок расположен на острове Хонсю в префектуре Нара региона Кинки. С ним граничат города Касиба, Касивара и посёлки Каваи, Каммаки, Санго, Икаруга.

## Население
Население посёлка составляет 22 683 человека (1 августа 2014), а плотность — 3240,43 чел./км². Изменение численности населения с 1980 по 2005 годы:
| 1980 | 17 213 чел. |  |
| 1985 | 20 265 чел. |  |
| 1990 | 23 625 чел. |  |
| 1995 | 24 574 чел. |  |
| 2000 | 23 782 чел. |  |
| 2005 | 22 751 чел. |  |

## Символика
Деревом посёлка считается слива японская, цветком — Rhododendron indicum.